# Johann Leonhard Falter
Johann Leonhard Falter (* um 1735 in Schmallenberg; † März 1807 in Büren) war ein westfälischer Bildhauer und -schnitzer des Barock beziehungsweise des Rokoko.

## Leben und Werk
Er war Sohn des nach Schmallenberg gezogenen Zacharias Falter und der dort geborenen Angela Dicke. Der Vater hatte Schankrechte für Bier und Branntwein in der Stadt. Unbekannt ist, wo Falter seine künstlerische Ausbildung erhalten hatte. Er kam in Kontakt zu Johann Theodor Axer. Einige seiner frühen Werke könnten fast Kopien von Arbeiten Axers sein. Er lebte nach seiner Ausbildung bis 1762 in Schmallenberg. Im selben Jahr heiratete er eine Catherine Lockener in Büren. Dort ist er ab 1767 als ansässig nachgewiesen. Bis 1775 zahlte er noch Bürgergeld, um sein Bürgerrecht in Schmallenberg aufrechtzuerhalten.
In Büren arbeitete er wie sein Lehrmeister Axer an der Jesuitenkirche. Von ihm stammen die vergoldeten Statuen am Hochaltar. Für das Kloster Holthausen schuf er den Hochaltar. Auch für das Kloster Himmelpforten arbeitete er. Davon befinden sich heute Teile in der Kirche von Niederense. Weitere Altäre von ihm stehen oder standen u. a. in Meiste, Weiberg, Bigge, Borgentreich, Werl, Dorlar, Eversberg, Brunskappel, Delbrück. Außerdem kamen aus der Werkstatt von Falter zahlreiche kleinere Arbeiten in Form von Altären, Kanzeln oder Figuren.
Problematisch ist teilweise die Abgrenzung zwischen seinen Werken und denen seines Vetters Adam Destadt, der bei ihm in die Lehre ging.